# Béla Zoltán (Jurist)
Béla Zoltán von Csepe (* 31. Januar 1865 in Pest; † 30. Oktober 1929 in Budapest) war ein ungarischer Jurist, Richter und Minister.

## Leben
Zoltán studierte Jura in Budapest und erlangte das Anwaltsdiplom. 1888 trat er in den Gerichtsdienst ein und wurde im Folgejahr Schriftführer am Gericht in Nyitra. 1899 wurde er Richter am Handelsgericht in Budapest und wurde 1900 zum Richter am Gemischten Gerichtshof in Alexandria ernannt, dessen Präsident er von 1908 bis 1912 war. Während des Ersten Weltkriegs kehrte Zoltán nach Budapest zurück, wo ihn König Franz Joseph I. 1915 zum Richter an der Kúria, dem Obersten Gerichtshof des Königreichs Ungarn ernannte. Von 22. September bis 24. November 1919 war er Justizminister im Kabinett von István Friedrich. Ab 1927 war er als Gesandter des Komitats Pest-Pilis-Solt-Kiskun Mitglied des Oberhauses.